# Козлов, Ефим Гаврилович
Ефим Гаврилович Козлов (15 апреля 1928 — 28 ноября 2019) — передовик советской строительной отрасли, 	бригадир комплексной бригады ремонтно-строительного управления № 1 Красноярского городского ремонтно-строительного треста, Герой Социалистического Труда (1974).

## Биография
Родился в 1928 году в селе Михайловка Емельяновского района Красноярского края в крестьянской семье.  
В годы Великой Отечественной войны трудился в местном колхозе. 
С 1952 года руководил комплексной бригадой строительного треста ремонтно-строительного управления № 1. Работали на реставрационных работах Покровского кафедрального собора, храма Преображения Господня, Красноярского драматического театра и многих других объектов культуры города Красноярска. 
Возглавляемая бригада планы 8-й и 9-й пятилетки выполняли за 3,5 года.  
Указом Президиума Верховного Совета СССР от 21 марта 1974 года за достижение высоких показателей в строительстве Ефиму Гавриловичу Козлову было присвоено звание Героя Социалистического Труда с вручением ордена Ленина и медали «Серп и Молот».  
Продолжал трудиться в тресте до выхода на пенсию. Общий трудовой стаж составил 56 лет.  
Проживал в городе Красноярске. Умер 28 ноября 2019 года. 

## Награды
За трудовые успехи был удостоен:
- золотая звезда «Серп и Молот» (21.03.1974)
- орден Ленина (21.03.1974)
- Орден Трудового Красного Знамени (07.05.1971)
- другие медали.